# داريو كابانيلاس
داريو كابانيلاس رودريغيث (بالإسبانية: Dario Cabanelas Rodríguez)‏ ـ (تاراسالبا، مقاطعة أورينسي، إسبانيا، 20 ديسمبر 1916 ـ تاراسالبا، 18 سبتمبر 1992) هو مستعرب إسباني، يعده البعض واحدًا من أهم المستعربين الإسبان في القرن العشرين.

## حياته
حصل كابانيلاس على درجة البكالوريوس في علمي الفلسفة واللاهوت من سانتياغو دي كومبوستيلا، ثم رُسم كاهنًا في الرهبنة الفرنسيسكانية في 23 يونيو 1940. وفي سنة 1942، بدأ في دراسة الفلسفة والإنسانيات بالجامعة المركزية (جامعة كمبلوتنسي الحالية بمدريد)، متخصصًا في فقه اللغات السامية، ليتخرج بامتياز، ثم يحصل على درجة الدكتوراه بامتياز أيضًا في 15 يونيو 1948، وكان موضوع أطروحته للدكتوراه «يوحنا الأشقوبي (خوان دي سيغوفيا) والقضية الإسلامية» (بالإسبانية: Juan de Segovia y el problema islámico)‏.
حصل على منحة بمعهد ميغيل أسين بالاثيوس التابع للمجلس الوطني الأسباني للبحوث، ثم عمل بتدريس اللغة والأدب العربيين بجامعة كمبلوتنسي في مدريد، ثم صار في سنة 1955 أستاذًا بجامعة غرناطة.
تخصص كابانيلاس في علوم اللغويات والأدب والفلسفة العربية، وكان من تلاميذ إميليو غارسيا غوميز، وتعلم على يديه العديد من الأكاديميين على مدى أربعة أجيال امتدت لأكثر من أربعين عامًا، وأشرف على 18 رسالة للدكتوراه، و26 رسالة للماجستير، وغير ذلك، كما ألقى محاضراته عن العالم العربي داخل إسبانيا وخارجها.

## مؤلفاته
كان كابانيلاس غزير الإنتاج، إذ ألف ما يربو على 100 مؤلف، ما بين كتب ومقالات ومراجعات ببليوغرافية وتقاير. من أبرز مؤلفاته كتاباته عن ابن سيده وألونسو دل كاستيّو.

## مناصبه الأكاديمية والإدارية
شغل كابانيلاس العديد من المناصب الأكاديمية الرفيعة، من بينها عمادة كلية الفلسفة والإنسانيات بجامعة غرناطة (1965 ـ 1968) ومنصب مدير قسم اللغة العربية بجامعة غرناطة (1972 ـ 1987) ومدير مدرسة الدراسات العربية بالمجلس الوطني الأسباني للبحوث في غرناطة (1972 ـ 1984)، وعضو لجنة المطبوعات بمجلس الحمراء وجنة العريف (1978 ـ 1985).
تقاعد كابانيلاس في سنة 1985، وعُين في سنة 1987 أستاذًا شرفيًا بجامعة غرناطة.

## التكريم
اختير كابانيلاس عضوًا بالأكاديمية الملكية للفنون الجميلة في غرناطة سنة 1977، وعضوًا شرفيًا بمعهد التعاون مع العالم العربي بوزارة الخارجية الإسبانية سنة 1979.